# ورده (مقاطعة تشرام)
ورده (بالفارسية: ورده) هي قرية تقع في قسم تشرام الريفي (مقاطعة تشرام) في إيران.